# Зимниця (Старозагорська область)
Зи́мниця (болг. Зимница) — село в Старозагорській області Болгарії. Входить до складу общини Миглиж.

## Населення
За даними перепису населення 2011 року у селі проживали 838 осіб.
Національний склад населення села:
| Національність   | Кількість осіб | Відсоток |
| ---------------- | -------------- | -------- |
| цигани           | 592            | 75,7%    |
| болгари          | 188            | 24,0%    |
| Всього відповіли | 782            |          |

Розподіл населення за віком у 2011 році:
Динаміка населення: